# Murlo
Murlo és un comune (municipi) de la província de Siena, a la regió italiana de la Toscana, situat uns 70 km al sud de Florència i uns 20 km al sud de Siena. L'1 de gener de 2018 la seva població era de 2.449 habitants.
Limita amb els municipis de Buonconvento, Civitella Paganico, Montalcino, Monteroni d'Arbia, Monticiano i Sovicille.
La major part de la població del municipi resideix a Vescovado i Casciano. A Vescovado hi ha la casa de la vila.

## Història
Al turó de Poggio Civitate hi havia un antic assentament i actualment s'hi fan investigacions arqueològiques.
Des de 1189 fins a 1778 va ser la seu del "Feudo vescovile di Murlo", signoria eclesiàstica governada pel  bisbe de Siena, del qual es conserven el palau i l'església adjacent de San Fortunato, on el bisbe celebrava les cerimònies religioses.

## Evolució demogràfica
| Gràfica d'evolució demogràfica de Murlo entre 1861 i |
|                                                      |
| Font: ISTAT - Elaboració gràfica de Viquipèdia       |

## Ciutats agermanades
- Giberville, França